# Iguaçu (řeka)
Iguaçu (španělsky Río Iguazú, portugalsky Rio Iguaçu) je řeka na jihovýchodě Brazílie (Santa Catarina, Paraná) a na dolním toku tvoří její hranici s Argentinou (Misiones). Je 1320 km dlouhá. Povodí má rozlohu 62 000 km².

## Průběh toku
Pramení na západních svazích horského hřbetu Serra du Mar a teče na západ Brazilskou vysočinou. Na řece je mnoho vodopádů (Ozoriu, Iguacú). Ústí zleva do řeky Paraná.

## Vodní režim
Zdrojem vody jsou převážně dešťové srážky. Řeka obsahuje dostatek vody po celý rok. Dochází také k významným povodním. Průměrný roční průtok vody v ústí činí přibližně 1200 m³/s.